# Marcel Barbeau
Marcel Barbeau (ur. 18 lutego 1925 w Montrealu, zm. 2 stycznia 2016 tamże) – kanadyjski malarz i rzeźbiarz.

## Życiorys
Wychował się w rodzinie zastępczej. Studiował wspólnie z Paul-Émile Borduas. W 1948 ukończył słynne dzieło 'Foret Panna", które obecnie znajduje się w prywatnej kolekcji.
Wprowadzony do Royal Canadian Academy of Arts. W 1995 odznaczony Orderem Kanady, a w 2015 Narodowym Orderem Quebecu.
Zmarł 2 stycznia 2016.